# David Frost (Fernsehmoderator)

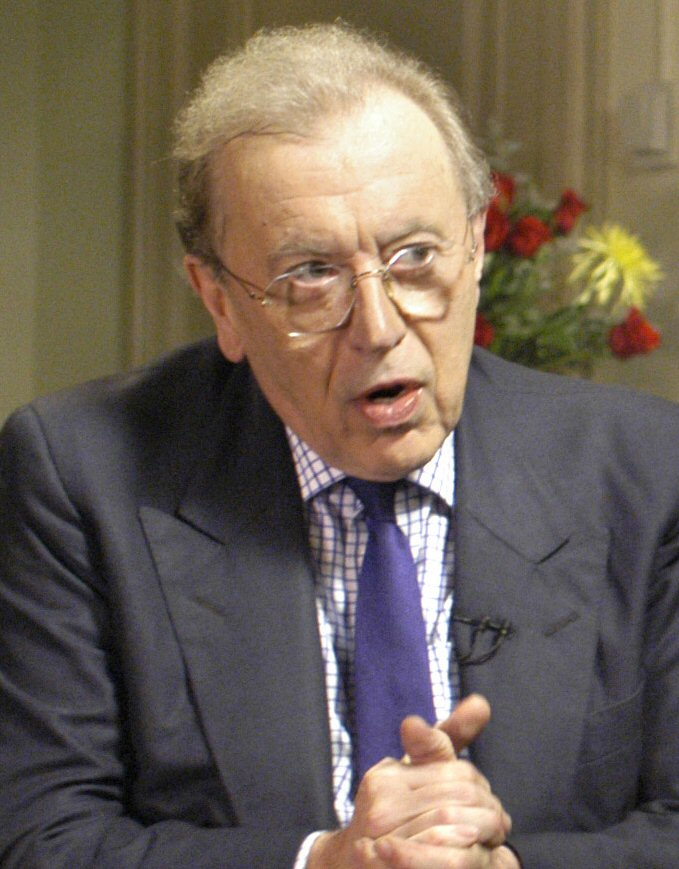
David Frost (2005)

Sir David Paradine Frost OBE (* 7. April 1939 in Tenterden, Kent, England; † 31. August 2013 im Mittelmeer an Bord der Queen Elizabeth) war ein britischer Journalist, Fernsehmoderator und -politsatiriker. Er war einer der bekanntesten englischsprachigen Fernsehinterviewer und schrieb mit seinem Interview Richard Nixons zur Watergate-Affäre Fernsehgeschichte.

## Leben
David Frost war der Sohn eines Methodistenpfarrers und studierte mit einem Stipendium am Gonville and Caius College der Cambridge University englische Literatur (nachdem er schon einen Vertrag als Spieler für den Fußballclub FC Nottingham Forest hatte). Gleichzeitig war er Sekretär des Studententheaters Footlights und Herausgeber der Studentenzeitschrift Varsity und des Literaturmagazins Granta. Daneben trat er als Kabarettist auf und wurde Trainee bei Associated-Rediffusion, einer Fernsehproduktionsfirma.
1962/63 war er Moderator der politsatirischen BBC-Fernsehsendung That Was The Week That Was (TW3), die sehr erfolgreich lief, aber im Wahljahr 1964 abgesetzt wurde. 1964/65 lief eine Adaption bei NBC in den USA, nachdem Frost dort durch eine TW3-Episode zur Erinnerung an den gerade ermordeten John F. Kennedy 1963 Aufmerksamkeit gefunden hatte. Es folgten weitere Satiresendungen, so der Frost Report 1966/67, in denen auch die Fernsehkarrieren von John Cleese, Ronnie Corbett und Ronnie Barker begannen.
In Richtung Journalismus bewegte er sich mit seinem Interview-Format (vor Studiopublikum) The Frost Programme, in dem er unter anderem die Versicherungsbetrügereien und Hochstapeleien von Emil Savundra aufdeckte, was als erstes Beispiel von Trial by Television in Großbritannien gilt. Danach hatte er mehrere Interviewsendungen in den USA und Großbritannien, die auch weltweit übertragen wurden, z. B. Frost on America in den 1970ern in den USA und Frost on Sunday 1984 bis 1992 bei TV-am, gefolgt von Breakfast with Frost 1993 bis 2005 für die BBC. Er interviewte dabei alle britischen Premierminister seit 1964 und alle US-Präsidenten seit 1969, aber auch Prominente wie Muhammad Ali (in Zaire beim Rumble in the Jungle), Schah Mohammad Reza Pahlavi (in dessen letztem Interview im Januar 1980), Golda Meir, Mosche Dajan, Orson Welles, Maria Callas, Mick Jagger, die Beatles sowie Prinz Charles.
Weltweit wurde er 1977 bekannt, als er den Ex-Präsidenten der Vereinigten Staaten Richard Nixon interviewte, der drei Jahre zuvor wegen der Watergate-Affäre hatte zurücktreten müssen. Die Nixon-Interviews, die 2008 vollständig auf DVD erschienen, entstanden aus insgesamt 28 Stunden Gesprächen, die über 12 Tage geführt wurden. Bei der Diskussion über Watergate äußerte Nixon die verstörende Ansicht, dass der US-Präsident über dem Gesetz stehe. Schließlich brachte ihn Frost dazu, einzugestehen, die Interessen der amerikanischen Bevölkerung verraten zu haben. Der britische Autor Peter Morgan setzte das Interview in das Theaterstück Frost/Nixon um, das im Jahr 2006 erfolgreich im Londoner Westend aufgeführt wurde. Zwei Jahre später wurde das Theaterstück von Ron Howard unter dem Titel Frost/Nixon verfilmt.
Frost war auch Autor von 15 Büchern. Er gründete mehrere Fernsehproduktionsfirmen (unter anderem war er 1981 Mitgründer der britischen Frühstücks-TV-Produktionsfirma TV-am), und er erhielt für seine Fernsehkarriere zahlreiche Auszeichnungen. Unter anderem wurde er 2005 Fellow der British Academy of Film and Television Arts (BAFTA). Er war Träger des Titels OBE und seit 1993 Knight Bachelor.
Von 2006 bis 2012 präsentierte er die wöchentliche Interviewsendung Frost over the World auf dem Kanal Al Jazeera English. Auf demselben Kanal lief anschließend von 2012 bis 2013 unter dem Namen The Frost Interview ein Format, in dem Frost in der gleichen einstündigen Sendezeit statt bisher in der Regel nacheinander mehrere Gesprächspartner nur noch einen einzigen befragte.

### Privates
Frost war von 1981 bis 1982 mit Lynne Frederick, der Witwe von Peter Sellers, verheiratet. Seit 1983 war er mit Lady Carina Fitzalan-Howard verheiratet, Tochter des Duke of Norfolk, mit der er drei Söhne hatte. Der zweitälteste Sohn Wilfred ist Fernsehmoderator beim Finanzsender CNBC.
Ende August 2013 war Frost Gast an Bord der Queen Elizabeth. Während einer dort gehaltenen Ansprache erlitt er plötzlich einen Herzinfarkt und verstarb. Die Todesursache war eine erblich bedingte hypertrophe Kardiomyopathie, an der auch sein ältester Sohn Miles im Jahr 2015 mit 31 Jahren starb. Seine beiden anderen Söhne gründeten darum den Miles Frost Fund, der ein Bewusstsein für Vorsorgeuntersuchungen für diese Erkrankung schaffen will.

## Filmografie
- 1963: Hotel International (The V.I.P.'s)